# Chad Hodge
Chad Hodge (1977) è uno sceneggiatore e produttore televisivo statunitense.
Cresciuto nei dintorni di Chicago, ha frequentato la Northwestern University, dove, durante gli studi, ha realizzato la sua prima serie televisiva, chiamata University Place, grazie alla quale acquisisce notorietà a livello nazionale. A 23 anni figura come ideatore della serie All About Us della NBC.
Successivamente è sceneggiatore di diverse serie e film per la televisione, tra cui Veritas: The Quest, Tru Calling, 134 modi per innamorarsi e Le chiavi del cuore. Nel 2006 è ideatore e produttore della serie televisiva di fantascienza Runaway - In fuga, nel 2011 figura invece come creatore e produttore esecutivo di The Playboy Club. In seguito cura la trasposizione televisiva Wayward Pines.

## Filmografia

### Sceneggiatore
- All About Us, serie TV, 13 episodi (2001)
- 134 modi per innamorarsi (This Time Around), regia di Douglas Barr – film TV (2003)
- Le chiavi del cuore (I Want to Marry Ryan Banks), regia di Sheldon Larry – film TV (2004)
- Tru Calling, serie TV, episodi 1x06 e 1x11 (2003-2004)
- Veritas: The Quest, serie TV, episodio 1x12 (2004)
- Runaway - In fuga (Runaway), serie TV, 4 episodi (2006-2008)
- The Playboy Club, serie TV, 5 episodi (2011)
- Wayward Pines, serie TV (2015)
- Darkest Minds (The Darkest Minds), regia di Jennifer Yuh Nelson (2018)
- Single per sempre? (Single All The Way), regia di Michael Mayer (2021)

### Produttore
- Runaway - In fuga (Runaway), serie TV, 11 episodi (2006-2008)
- The Playboy Club, serie TV, 5 episodi (2011)
- Wayward Pines, serie TV (2015)